# نورا آدامیان
نورا (الئنورا) گریگوری آدامیان (آداموُا) (ارمنی: Նորա (Էլեոնորա) Գրիգորի Ադամյան (Ադամովա) انگلیسی: Nora Adamian؛ ۳۱ مهٔ ۱۹۱۰ – ۲ دسامبر ۱۹۹۲) نثرنویس و مترجم اهل ارمنستان بود. بین سال‌های ۱۹۲۷ تا ۱۹۳۰ در دانشگاه دولتی باکو تحصیل نمود. بین سال‌های ۱۹۳۸ تا ۱۹۴۵ در روزنامه کمونیست چاپ ایروان فعالیت نمود.

## زندگی‌نامه
وی در ۳۱ مهٔ ۱۹۱۰ در باکو به دنیا آمد و از دانشگاه دولتی باکو (۱۹۳۰) فارغ‌التحصیل گشت. عضو ԽՍՀՄ Գրողների միություն بود Աշխատավայր Կոմունիստ وی همچنین برنده جوایزی همچون  شد. وی در ۲ دسامبر ۱۹۹۲ در سن ۸۲ سالگی در مسکو درگذشت.